# Liste der Monuments historiques in Puyrolland
Die Liste der Monuments historiques in Puyrolland führt die Monuments historiques in der französischen Gemeinde Puyrolland auf.

## Liste der Bauwerke
| Bezeichnung      | Beschreibung              | Standort | Kennzeichnung | Schutzstatus | Datum | Bild           |
| ---------------- | ------------------------- | -------- | ------------- | ------------ | ----- | -------------- |
| Kirche St-Pierre | Erbaut im 12. Jahrhundert | (Lage)   | PA00105314    | Inscrit      | 1991  | weitere Bilder |

## Liste der Objekte
| Bezeichnung        | Beschreibung                     | Standort                       | Kennzeichnung | Schutzstatus | Datum | Bild |
| ------------------ | -------------------------------- | ------------------------------ | ------------- | ------------ | ----- | ---- |
| Zwei Kerzenständer | Bronze, 17. oder 18. Jahrhundert | in der Kirche St-Pierre (Lage) | PM17001594    | Inscrit      | 1989  |      |